# Komet Shoemaker-Levy 5
 ali 
Komet Shoemaker-Levy 5 (uradna oznaka je 145P/Shoemaker-Levy 5) je periodični komet z obhodno dobo okoli 8,4 let. 
Komet pripada Jupitrovi družini kometov .

## Odkritje
Komet so odkrili ameriška astronoma Carolyn Jean Spellmann Shoemaker in Eugene Merle Shoemaker  ter kanadski astronom David H. Levy 13. decembra 1991 na Observatoriju Palomar v Kaliforniji, ZDA. 
Kometa ne zamenjujmo z znanim kometom Komet Shoemaker-Levy 9 (D/1993 F2), ki je znan po tem, da je padel na Jupiter v letu 1994.